# Hermann Sondermann

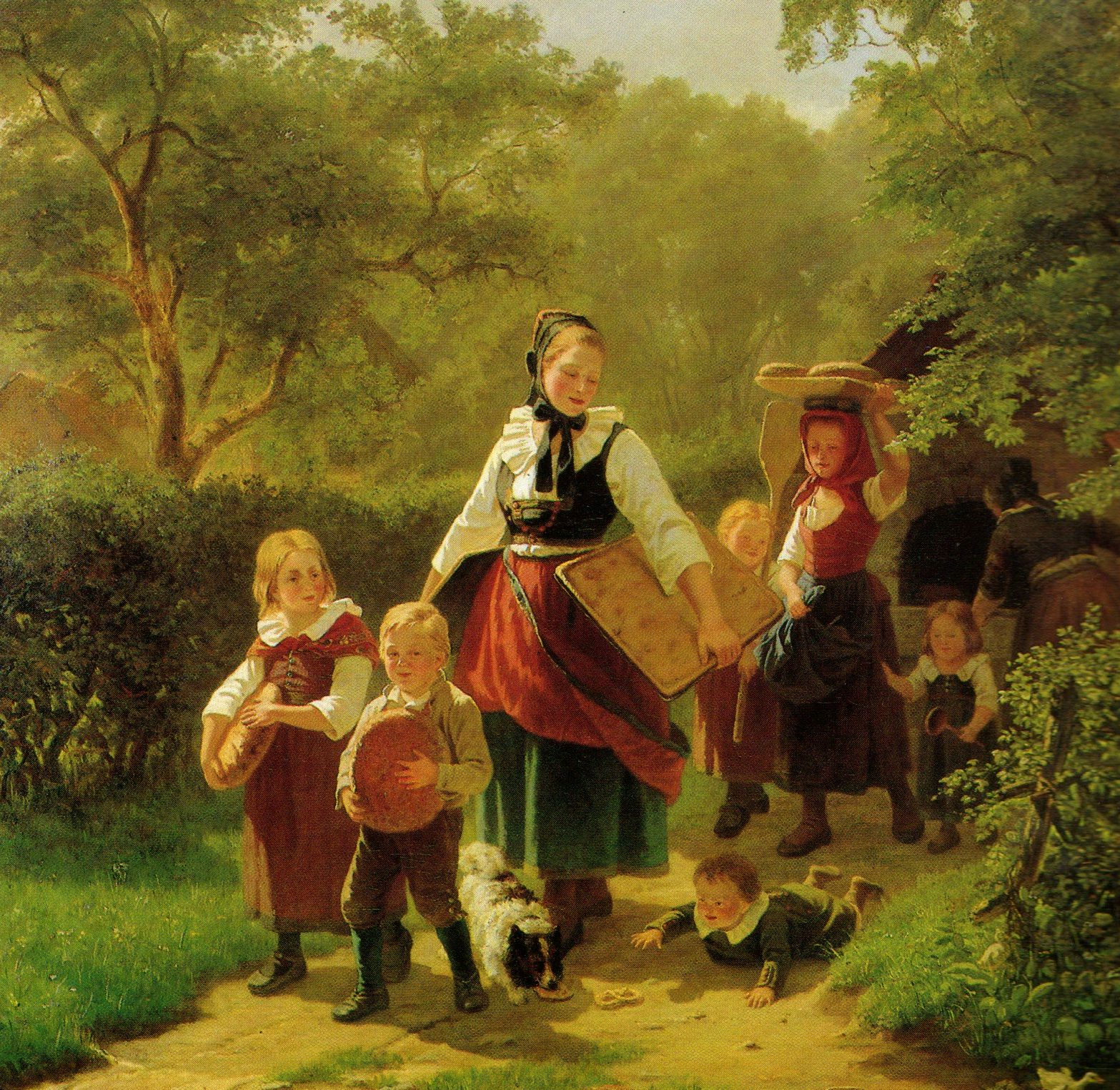
Rückkehr vom Backhaus, 1860

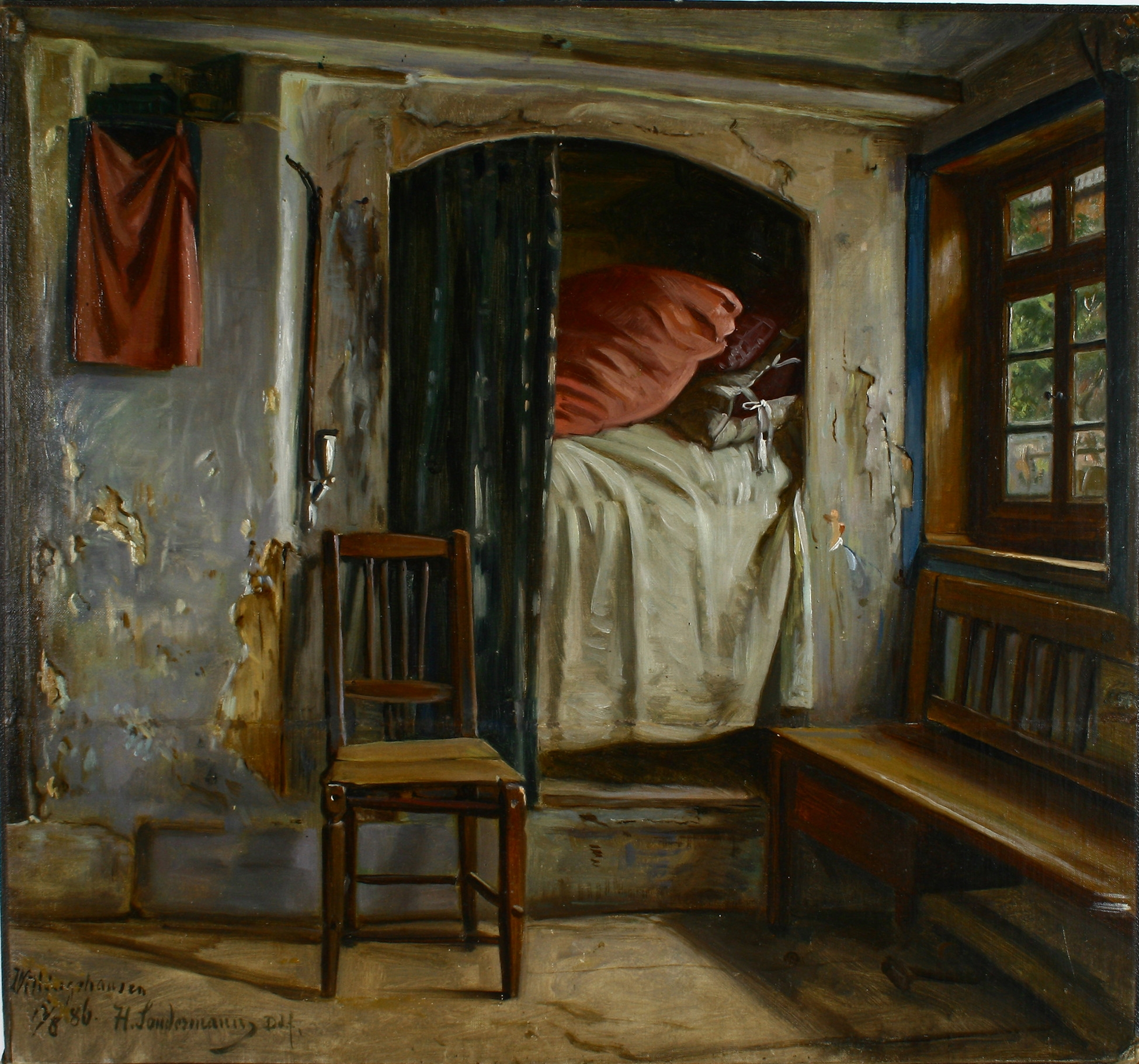
Alkoven in einem Willingshäuser Bauernhaus, 1886

Hermann Sondermann (* 19. Oktober 1832 in Berlin; † 2. April 1901 in Düsseldorf) war ein deutscher Bildnis- und Genremaler der Düsseldorfer Schule.

## Leben
Hermann Sondermann studierte in Berlin von 1851 bis 1853 bei Johann Samuel Otto, zwei Jahre bis 1855 in Antwerpen bei Josephus Laurentius Dyckmans sowie nach kurzzeitigem Aufenthalt in Paris ab 1856 an der Kunstakademie Düsseldorf bei Friedrich Wilhelm von Schadow und Rudolf Wiegmann. In privatem Unterricht bei dem Düsseldorfer Maler  Rudolf Jordan macht er sich mit der Malerei des Volkslebens vertraut.
Sondermann hielt sich von 1859 bis 1861 wieder in Berlin auf und ließ sich dann in Düsseldorf nieder, wo er in der Jägerhofstraße wohnte und dem Künstlerverein Malkasten angehörte. Zeitweise lebte er in der Willingshäuser Malerkolonie.
Die Gemälde Sondermanns behandeln hauptsächlich Szenen des einfachen ländlichen Lebens, das er auf seinen Reisen in Westfalen, Hessen, Baden und Württemberg beobachtete und in spätromantischer Weise festhielt. Seine Werke wurden bereits zu Lebzeiten international gehandelt. Einige befinden sich im Städtischen Museum Braunschweig und in der Städtischen Galerie Wiesbaden sowie im Besitz des Birmingham Museums Trusts.
Der Maler Karl Sondermann war sein Sohn.